# 时燕
时燕（1972年8月—），女，汉族，中华人民共和国政治人物。现任丹东市人民政府副市长，民盟辽宁省委副主委。第十四届全国政协委员。